# Marley Shelton
Pour les articles homonymes, voir Shelton.
Marley Eve Shelton est une actrice américaine née le 12 avril 1974 à Los Angeles.
C'est dans les années 1990 qu'elle commence sa carrière et se fait remarquer en apparaissant dans de nombreuses séries télévisées, mais surtout, en jouant les seconds rôles, au cinéma, dans des productions comme Grand Canyon (1991), Le Gang des champions (1993), Nixon (1995), Magic Warriors (1997), Trojan War (1997), Pleasantville (1998), College Attitude (1999) et Le Célibataire (1999). 
Durant la décennie suivante, elle s'éloigne de la télévision, se démarque seulement l'éphémère série télévisée Eleventh Hour (2008-2009). Elle reste, cependant, très active au cinéma et alterne, films indépendant et projets commerciaux : Bubble Boy (2001), Mortelle Saint-Valentin (2001), Filles de bonne famille (2003), Planète Terreur (2007), American Dreamz (2008), Women in Trouble (2009) et Escapade fatale (2009). 
Puis, elle passe au second plan et se fait plus rare : Elle joue dans Elektra Luxx (2010), fait un retour exposé avec Scream 4 (2011), poursuit avec des rôles secondaires comme dans Prémonitions (2015) et Rampage : Hors de contrôle (2018). Parallèlement, elle tente de s'installer sur le petit écran, mais les séries The Lottery (2014) et Rise (2018) ne dépassent pas le seuil d'une saison.

## Biographie

### Jeunesse et formation
Elle est née à Los Angeles, Californie, la fille de Carol Stromme, une chanteuse et ancienne enseignante, et Christopher Shelton, un directeur commercial et producteur. Marley Shelton a trois sœurs : Samantha (qui est aussi actrice), Koren, et Erin. 
Elle est diplômée à Eagle Rock High School. À l'université, elle a été meneuse et élue Reine de Promo. Elle est allée au bal des étudiants avec son petit copain d'alors, Nicholas Brendon.

### Débuts et révélation
Elle a commencé à jouer à la fin de son adolescence, et est apparue dans des plusieurs téléfilms et films dans les années 1990. Elle décroche son premier rôle au cinéma dans le drame Grand Canyon. 
En 1993, elle apparaît dans Le Gang des champions en jouant le maître-nageur, Wendy Peffercorn. Son rôle l'amène a une plus grande attention. 
En 1995, elle a un petit rôle, dans Nixon, un film biographique d'Oliver Stone sur l'histoire de la vie politique et personnelle de l'ancien président Richard Nixon dans lequel elle joue sa fille, Tricia Nixon Cox.
L'année suivante, Marley joue en 1996 aux côtés de Lynda Carter dans When Friendships Kills, un téléfilm sur le danger de l'anorexie mentale chez les adolescents. 
En 1997, face à Jennifer Love Hewitt elle joue dans la comédie romantique Trojan War, sortie en septembre 1997. La même année, elle joue dans le film fantastique Magic warriors, en jouant la Princesse Elysia. Ce film fut, en revanche, un échec au box office.
Ses premiers succès arrivent en 1998 avec la comédie fantastique Pleasantville, dans laquelle elle incarne Marguerite, la petite amie de Tobey Maguire. Ce rôle a été suivi par un certain nombre d'autres apparitions dans des films destinés, essentiellement, à un public adolescent, en jouant le rôle d'un élève d'études secondaires en 1999 dans Collège Attitude et la sœur de Renée Zellweger dans Le Célibataire. Cette même année, elle joue dans L'Association du mal, un drame indépendant mettant en vedette Dennis Hopper. Dans ce film, elle a joué Elsie Townsend, une fille qui veut partir loin et devenir riche. 

### Entre succès et échecs commerciaux

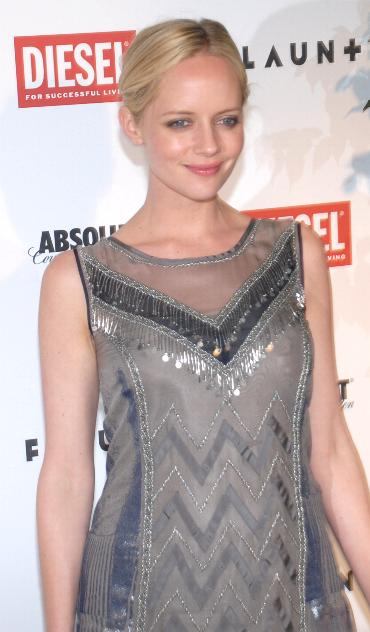
L'actrice au 9e anniversaire de Flaunt Magazine, le 6 décembre 2007.

En 2001, l’actrice rejoint la distribution féminine du film d'horreur Mortelle Saint-Valentin aux côtés de Denise Richards et David Boreanaz. Le film est tièdement accueilli et génère 36 millions de dollars à travers le monde au box-office. Elle occupe ensuite le premier rôle dans la comédie noire, Pomme et cannelle et est apparue dans Bubble Boy, un film mettant en vedette Jake Gyllenhaal.
Quelques années plus tard, elle joue dans des films indépendants, tels Just a Kiss, Dallas 362 et Grand Theft Parsons, réalisé par son père. Elle obtient plus de notoriété par un petit rôle dans le film Sin City. Parallèlement, elle passe des auditions afin d’interpréter le personnage d'Annabeth Schott dans la série télévisée À la Maison-Blanche, mais le rôle a été attribué à Kristin Chenoweth. 
En 2006, elle poursuit avec des rôles secondaires dans les films American Dreamz et The Last Kiss.
Finalement, le rôle du Dr Dakota Block dans le diptyque Grindhouse réalisé par Quentin Tarantino et Robert Rodriguez lui permet d’évoluer au premier plan. Le film n'a pas obtenu de succès au box office mais a attiré des critiques élogieuses. La même année, elle a joué dans Le cinquième patient, un thriller indépendant, dans lequel elle joue le personnage Helen. 
L'année suivante elle a interprété un rôle mineur dans le film sur George W. Bush, W. : L'Improbable Président réalisé par Oliver Stone.
En octobre 2008, Marley joue Rachel Young, un agent du FBI dans la série Eleventh Hour, mais la série est annulée, l’année suivante, après seulement une saison.
En 2009 alors, c’est vers le cinéma qu’elle se retourne et elle joue aux côtés de Milla Jovovich et Timothy Olyphant dans le thriller mal reçu Escapade fatale.

### Seconds rôles et télévision
Le 1er juillet 2010, elle remplace Lake Bell pour le rôle de Judy Hicks dans Scream 4 où elle joue le rôle d'une femme flic, ayant connu Sidney Prescott au lycée, pendant les événements qui se sont déroulés dans le premier opus, Scream. Ce quatrième chapitre de la franchise, sorti en 2011, est assez favorablement accueilli par les critiques, bien qu'il réalise les plus faibles scores d'entrées de toute la franchise.
Avant cela, elle joue dans Elektra Luxx aux côtés de Carla Gugino, Adrianne Palicki et Emmanuelle Chriqui. Il s'agit de la suite du film Women in Trouble (2009), comédie racontant un jour dans la vie de 10 femmes de Los Angeles.
En 2013, elle joue les guest star le temps d'un épisode de la saison 6 de la série acclamée Mad Men.
En 2014, pour la chaîne Lifetime, elle est l'un des premiers rôles de la série de science-fiction The Lottery. Cependant, les audiences ne correspondent pas aux attentes du réseau qui prend alors la décision d'annuler la série.
En 2016, après plus de dix ans sans jouer dans un téléfilm, elle renoue avec l'unitaire en participant à L'enfant de Noël réalisé par Michael Landon Jr. et avec Christian Kane. 

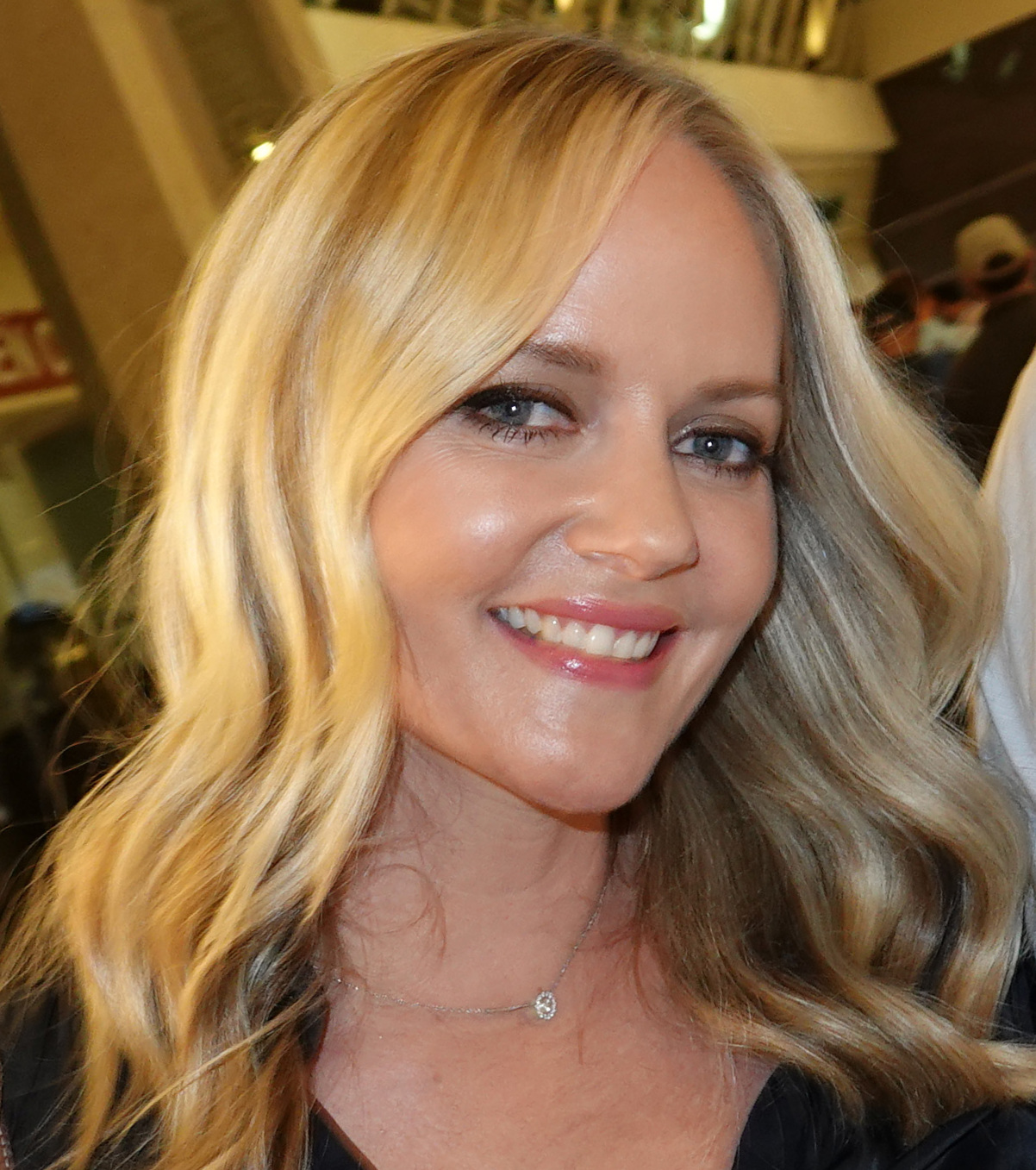
Marley Shelton en 2018.

En 2018, elle joue un second rôle dans le blockbuster Rampage : Hors de contrôle mené par Dwayne Johnson et Naomie Harris. La même année, elle rejoint la distribution principale de la série dramatique et musicale Rise diffusée par le réseau NBC. Le show présenté comme une version adulte de Glee, est cependant annulé au bout d'une saison, faute d'audiences,.

## Vie privée

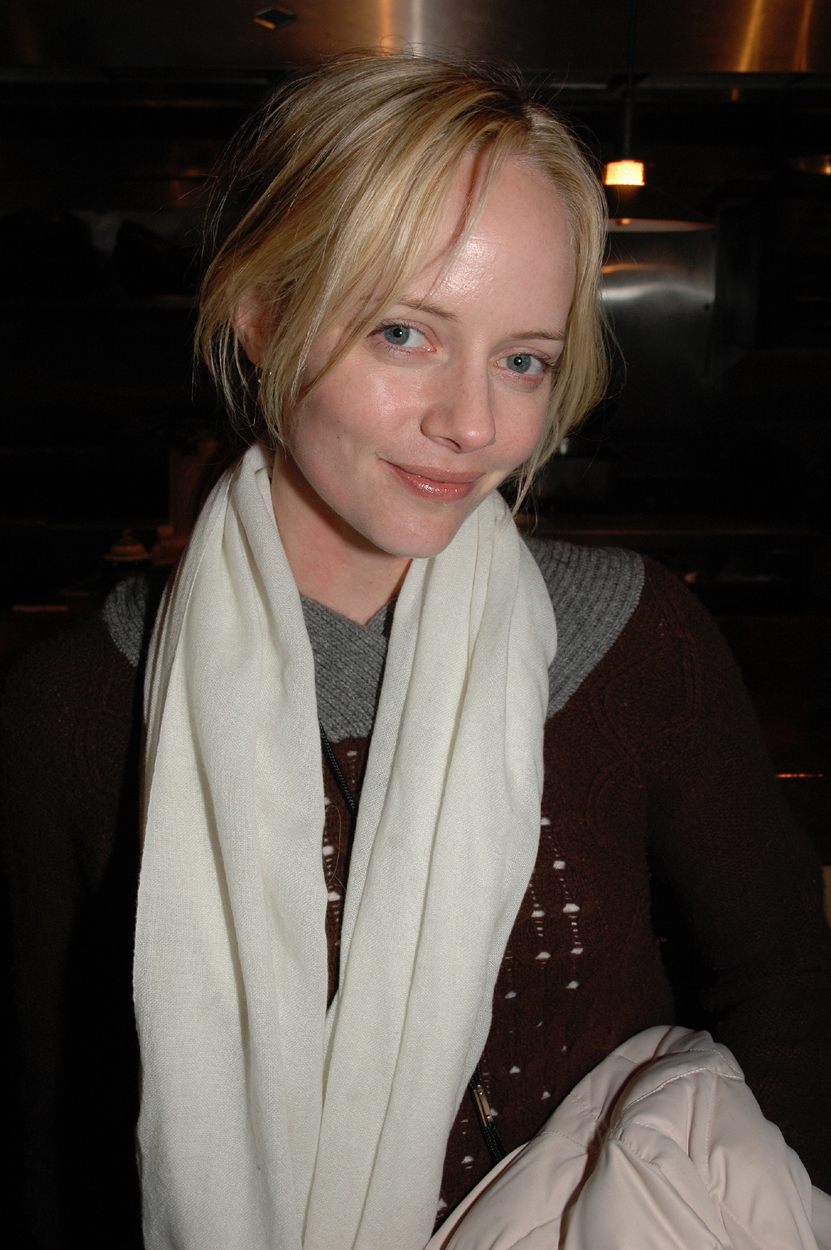
En janvier 2008, à Brooklyn.

Elle réside à Los Angeles, avec son mari Beau Flynn, un producteur de films, qu'elle épousa en juillet 2001. Le 6 septembre 2009, elle donna naissance à leur premier enfant, une fille West née à Los Angeles. Le 30 novembre 2011, elle annonce qu'elle est enceinte de son deuxième enfant. Le 1er mai 2012, elle donne naissance à une deuxième fille nommée Ruby.
En 2002, elle figure au classement des 102 femmes les plus sexy du monde, selon le magazine Stuff.
Marley aime voyager et a visité des pays dans toute l'Asie, l'Amérique du Sud et l'Afrique. Elle aime aussi se maintenir en forme avec la pratique du yoga et du pilates.
Le 30 avril 2010, elle a été arrêtée pour conduite sous l'influence de l'alcool. Elle a été libérée le lendemain après avoir payé une caution de 5 000 $.

## Filmographie

### Cinéma

#### Longs métrages

##### Années 1990
- 1991 : Grand Canyon de Lawrence Kasdan : Amanda
- 1993 : Le Gang des champions (The Sandlot) de David Mickey Evans : Wendy
- 1995 : Nixon d'Oliver Stone : Tricia Nixon Cox
- 1997 : Colin Fitz de Robert Bella : Une fan qui pleure
- 1997 : Magic warriors (Warriors of Virtue) de Ronny Yu : Elysia
- 1997 : Trojan War de George Huang : Brooke Kingsley
- 1998 : Hairshirt de Dean Paraskevopoulos : Hot Blonde Girl
- 1998 : Pleasantville de Gary Ross : Margaret Henderson
- 1999 : College Attitude (Never Been Kissed) de Raja Gosnell : Kristin Davis
- 1999 : Le Célibataire (The Bachelor) de Gary Sinyor : Natalie Arden
- 1999 : Protect-O-Man de Christopher Shelton : Paige Turner

##### Années 2000
- 2000 : L'Association du mal (Lured Innocence) de Kikuo Kawasaki : Elsie Townsend
- 2001 : Bad Girls (Sugar & Spice) de Francine McDougall : Diane Weston
- 2001 : Mortelle Saint-Valentin (Valentine) de Jamie Blanks : Kate Davies
- 2001 : Bubble Boy de Blair Hayes : Chloe
- 2001 : La Frontière de l'espoir (On the Borderline) de Michael Oblowitz : Nicky
- 2002 : Just a Kiss de Fisher Stevens : Rebecca
- 2003 : Moving Alan de Christopher Shelton : Melissa Kennard
- 2003 : Dallas 362 de Scott Caan : Amanda
- 2003 : Filles de bonne famille (Uptown Girls) de Boaz Yakin : Ingrid
- 2003 : Grand Theft Parsons (en) de David Caffrey (en) : Susie
- 2005 : Sin City de Frank Miller, Robert Rodriguez et Quentin Tarantino : la cliente
- 2005 : Don't Come Knocking de Wim Wenders : Starlet
- 2005 : Jesus, Mary and Joey de James Quattrochi : Mary O'Callahan
- 2006 : American Dreamz de Paul Weitz : Jessica
- 2006 : Last Kiss (The Last Kiss) de Tony Goldwyn : Arianna
- 2007 : Boulevard de la mort (Death Proof) de Quentin Tarantino : Dr. Dakota Block
- 2007 : Planète Terreur (Planet Terror) de Robert Rodriguez : Dr. Dakota Block
- 2007 : The Fifth Patient de Amir Mann : Helen
- 2008 : W. : L'Improbable Président (W.) d'Oliver Stone : Fran
- 2009 : (Untitled) de Jonathan Parker : Madeleine Gray
- 2009 : Women in Trouble de Sebastian Gutierrez : Cora
- 2009 : Escapade fatale (A Perfect Getaway) de David Twohy : Cleo
- 2009 : The Mighty Macs de Tim Chambers : Sœur Sunday

##### Années 2010
- 2010 : Elektra Luxx de Sebastian Gutierrez : Cora
- 2011 : Scream 4 de Wes Craven : shérif-adjoint Judy Hicks
- 2013 : Decoding Annie Parker de Steven Bernstein (en) : Joan Parker
- 2015 : Prémonitions d'Afonso Poyart : Laura Merriwether
- 2018 : Rampage : Hors de contrôle (Rampage) de Brad Peyton : Dr. Kerry Atkins

##### Années 2020
- 2022 : Scream 5 de Tyler Gillett et Matt Bettinelli-Olpin : shérif Judy Hicks

#### Courts métrages
- 2004 : The Old Man and the Studio de Eric Champnella : Kaitlyn
- 2014 : Mediation de Francisco Lorite : Victoria Lindo

### Télévision

#### Séries télévisées
- 1990 : The Family Man : Heather (1 épisode)
- 1992 : La Vie de famille : Becky Sue (1 épisode)
- 1992 : Enquête privée : Julie Belmont (1 épisode)
- 1992 : Camp Wilder : Jennifer (1 épisode)
- 1992 : Crossroads : Katie Stahl (1 épisode)
- 1992 : Great Scott! : Allison (1 épisode)
- 1992 : Up to No Good : Denise Harmon (pilote non retenu par ABC)
- 1993 : Angel Falls : Brandi Dare
- 1994 : Dead at 21 : Keri Sullivan (1 épisode)
- 1994 : Les mcKenna : Heather (1 épisode)
- 1995 : Cybill : Jan (1 épisode)
- 1998 : Fantasy Island : Jane (1 épisode)
- 2004 : Karen Sisco : Molly Lucas (1 épisode)
- 2005 : American Dad! : Betsy White (voix, 1 épisode)
- 2008 - 2009 : Eleventh Hour : Rachel Young (rôle principal - 18 épisodes)
- 2011 : La Loi selon Harry : Tammy Benoit (1 épisode)
- 2013 : Mad Men : Kate (1 épisode)
- 2014 : The Lottery : Dr. Alison Lennon (rôle principal - 10 épisodes)
- 2017 : The Peter Austin Noto Show : Santas Helper (1 épisode)
- 2018 : Rise : Gail Mazzuchelli (rôle principal - 10 épisodes)
- 2019 : Dirty John : Carrie (1 épisode)
- 2022-2023 : 1923 : Emma Dutton (5 épisodes)
- 2024 : Tracker : Erika Kennedy (1 épisode)
- 2025 : Matlock : Lydia Reed (3 épisodes)

#### Téléfilms
- 1993 : La Secte de Waco (Ambush in Waco: In the Line of Duty) de Dick Lowry : Laura
- 1994 : Mortel Rendez-vous (A Friend to Die For) de William A. Graham : Jamie Hall
- 1994 : Hercule et le Monde des ténèbres (Hercules in the Underworld) de Bill Norton : Iole
- 1994 : Retour vers le passé (Take Me Home Again) de Tom McLoughlin : Lisa
- 1996 : Amitié fatale (When Friendship Kills) de James A. Contner : Jennifer Harnsberger
- 2005 : Dark Shadows de P.J. Hogan : Victoria Winters
- 2016 : L'Enfant de Noël de Michael Landon Jr. : Marie

## Voix francophones
En France, Karine Texier est la voix française régulière de Marley Shelton. Ludmila Ruoso l'a également doublée à trois reprises.
Au Québec, Geneviève Désilets est la voix québécoise régulière de l’actrice. Christine Bellier l'a également doublée à trois reprises.

## Distinctions
Sauf indication contraire ou complémentaire, les informations mentionnées dans cette section proviennent de la base de données IMDb.

### Nominations
- NewFilmmakers Los Angeles 2014 : meilleure actrice dans une comédie pour Mediation